# Betriebsstörung
Unter einer Betriebsstörung (umgangssprachlich auch ‚Panne‘, englisch interruption of operation) versteht man unerwartet eintretende Ereignisse, die auf den geplanten Produktionsprozess oder Geschäftsprozess einwirken und den vorgesehenen Arbeitsablauf behindern oder sogar verhindern.

## Allgemeines
Das Betreiben eines Unternehmens kann mit vielfältigen Gefahren verbunden sein. Diese werden als Betriebsrisiko zusammengefasst. Das Betriebsrisiko ist das Risiko, dass ein Unternehmen seine Produkte und Dienstleistungen aus betrieblich-technischen, wirtschaftlichen oder rechtlichen Gründen nicht oder nicht rechtzeitig oder nur fehlerhaft erbringen kann. Bei den zum Betriebsrisiko gehörenden Betriebsstörungen handelt es sich stets um ungeplante Ereignisse, bei denen der Arbeitsvorgang aus betriebstechnischen Gründen gestört oder unterbrochen ist. Betriebsstörungen werden als Beeinträchtigung von Sachgesamtheiten und Funktionsabläufen verstanden. Dabei befassen sich das Recht mit Fragen der Haftung bei eingetretenen Betriebsstörungen und die Betriebswirtschaftslehre mit Fragen der Ablauforganisation zur Verhinderung von Betriebsstörungen. Im Kredit- und im Versicherungswesen werden Betriebsstörungen als operationelles Risiko angesehen.

## Ursachen

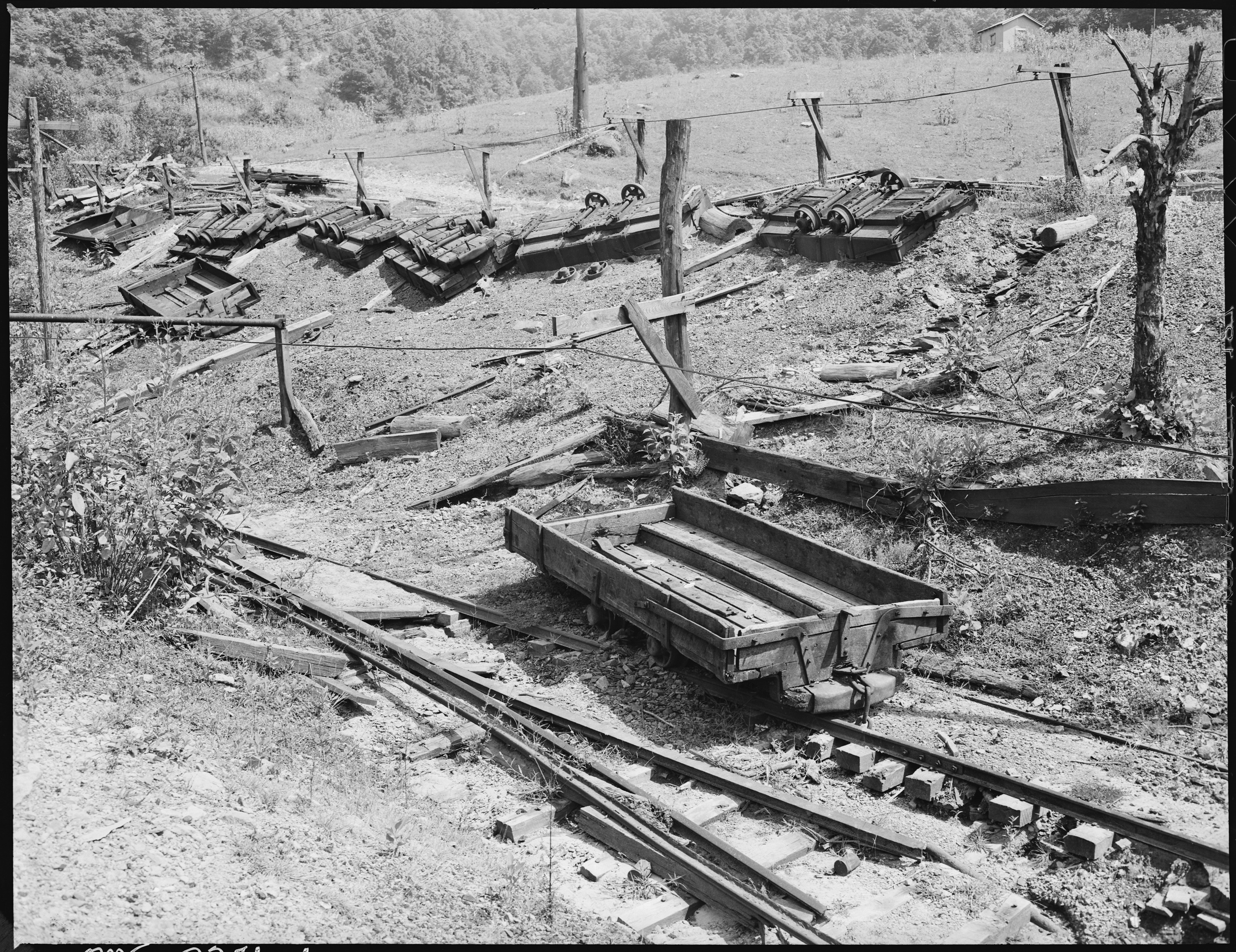
Minenexplosion bei der Belva Mine, Kentucky/USA (September 1946)

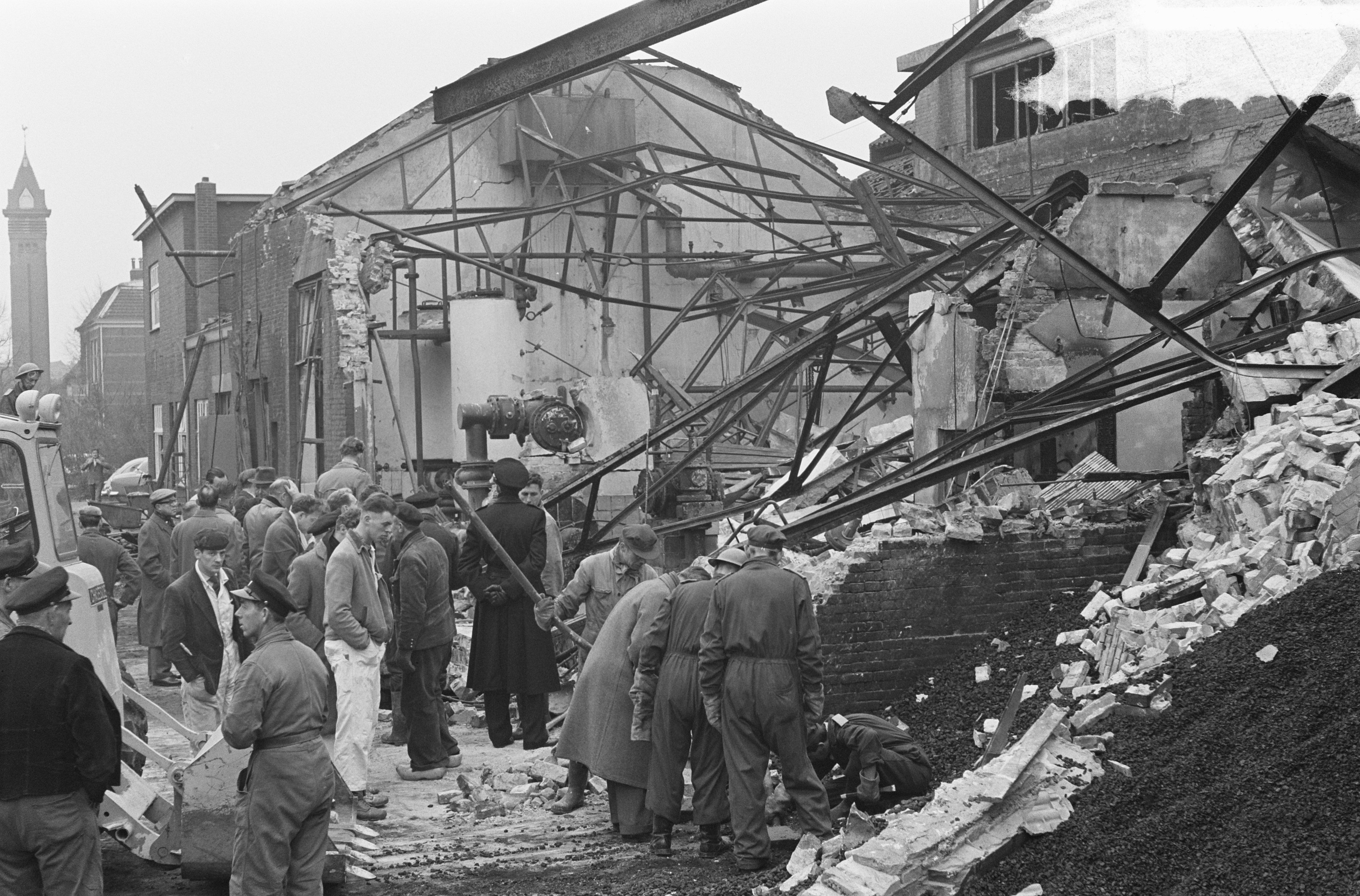
Explosion in der Gasfabrik Leerdam/Niederlande (November 1959)

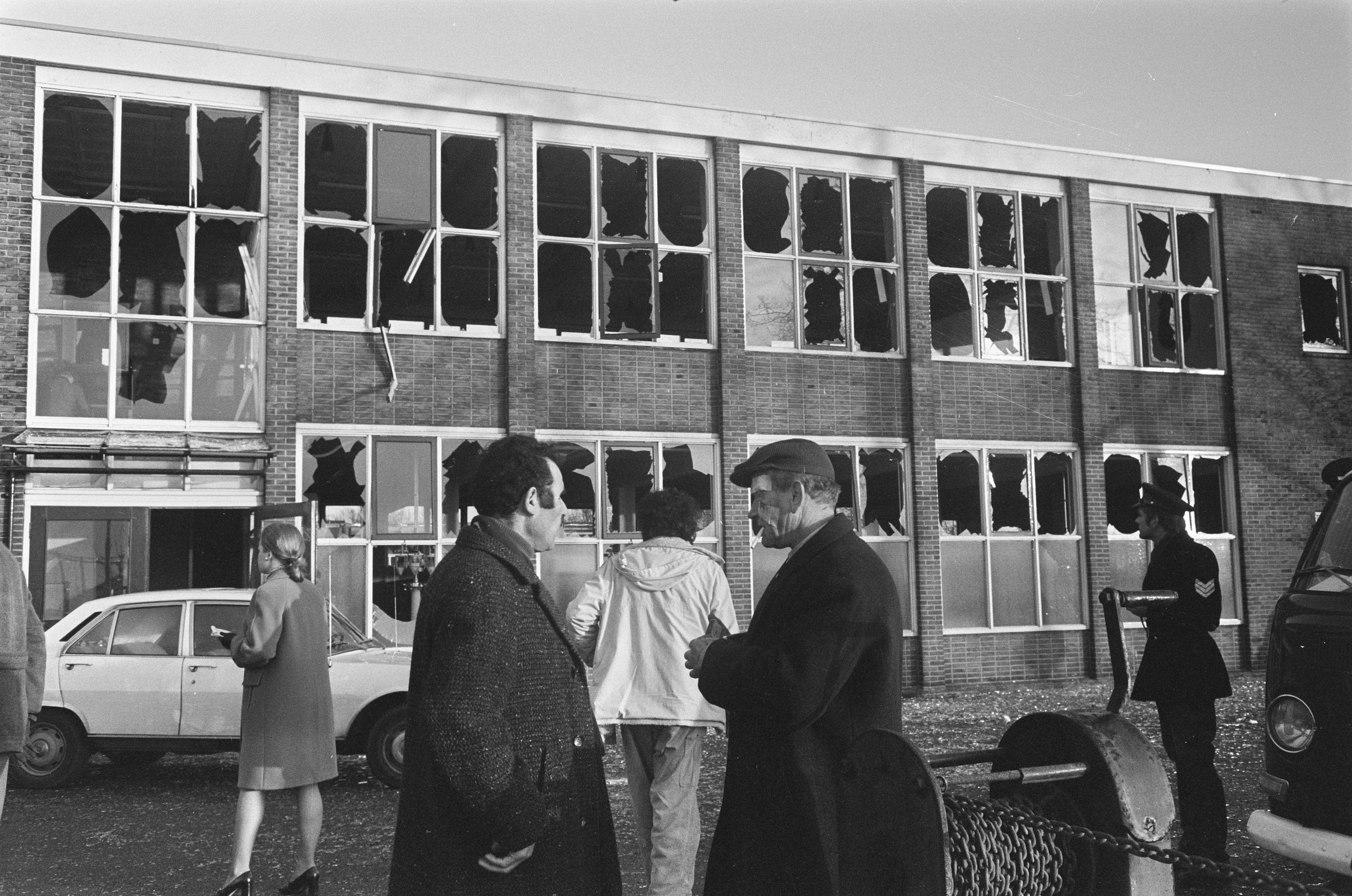
Explosion in der Pulverfabrik Muiden/Niederlande (Dezember 1972)

Generell lassen sich bei Betriebsstörungen exogene (externer Umweltzustand) und endogene (betriebsinterne) Ursachen unterscheiden:
- Exogene Ereignisse:
  - Natur
    - Wetter
      - Temperatur zu hoch oder zu niedrig
      - Luftfeuchtigkeit zu hoch oder zu niedrig

    - Naturkatastrophen
      - Sturm
      - Schneeverwehung
      - Überschwemmung
      - Erdbeben

  - Staat
    - Gesetze
    - Eingriffsverwaltung (Gewerbeaufsicht)
    - Infrastruktur/Verkehrswege (Verkehrsstau)
    - Immissionen

  - Markt
    - Lieferanten (Warteschlangen bei der Lieferannahme)
    - Kunden (Warteschlangen bei der Bedienung)
    - Energieversorgung (Stromausfall, Gas-, Wassermangel)

  - Dritte (Streiks, Unfall)
- Endogene Ereignisse:
  - Beschaffung (Lieferverzug, mangelhafte Lieferung)
  - Produktion (technisches Versagen, Lieferproblem bei Just-in-time-Produktion, fehlende Redundanz, Verschleiß, Fehlproduktion)
  - Personal (hoher Krankenstand, menschliches Versagen)
  - Finanzierungsrisiko (Zahlungsstörungen, Unternehmenskrise)
  - Vertrieb (Lagerhaltung, Verderb)
  - Ausfall des IT-Systems
  - Betriebsunfälle
- Sonstige Ereignisse:
  - Verstoß gegen interne Arbeits- und Dienstanweisungen
  - Verstoß gegen Rechtsnormen
  - Arbeitskampf
  - Werksblockade
  - Sabotage
  - Terroranschläge

Häufig vorkommende Ursachen für Betriebsstörungen sind der Ausfall von Maschinen, die Verringerung der Arbeitsleistung oder das Absinken der Produktionsqualität. In besonders gefahrengeneigten Betrieben kann es zu Explosionen, Feuer oder der Emission von Schadstoffen kommen. Hierzu zählen Betriebsstörungen mit erheblichen Folgen in Form von Umweltschäden wie unter anderem der Chemieunfall in Bitterfeld im Juli 1968, der Großbrand im Oktober 1977 bei Ford Deutschland, der etwa 75 % des zentralen Ford-Ersatzteillagers in Köln-Merkenich zerstörte, die Explosion bei den Rheinischen Olefinwerken im Januar 1985 in Wesseling, der Chemieunfall von Schweizerhalle im November 1986 oder der Unfall bei der BASF in Ludwigshafen 2016, der im Oktober 2016 zur Abschaltung von mindestens 20 Anlagen führte.

## Unternehmensforschung
Das Operations Research hat sich sehr früh mit Betriebsstörungen befasst und sich dabei auf drei Teilgebiete konzentriert:
- Die Zuverlässigkeitstheorie befasst sich mit dem Ausfallverhalten komplexer Systeme, die sich aus mehreren komplementären oder substitutionalen Elementen zusammensetzen und versucht, die Wahrscheinlichkeitsverteilung der Ausfallereignisse zu ermitteln. Zuverlässigkeit ist dabei die Beschaffenheit von technischen Anlagen, den geplanten Anforderungen zu genügen.
- Die Instandhaltungstheorie untersucht die Möglichkeiten, das Ausfallverhalten eines Systems durch vorbeugende Instandhaltungs- und Wartungsmaßnahmen positiv zu beeinflussen und entwickelt Bedingungen für die Planung von Wartungsmaßnahmen, um die Funktionstüchtigkeit von Systemen wiederherzustellen.
- Die Warteschlangentheorie als Arbeitsgebiet der Wahrscheinlichkeitstheorie wird herangezogen, um die störungsbedingten Stauungsprobleme zu erfassen. Es wird angenommen, dass sich Maschinenausfälle anhand statistischer Verteilungen erfassen und prognostizieren lassen.[4]

Eine geschlossene Theorie der Betriebsstörungen gibt es jedoch nicht.
Besonders anfällig für Betriebsstörungen sind Unternehmen mit komplexen Produktionsprozessen (Automobilhersteller), gefahrengeneigte Branchen (Chemische Industrie, Kernkraftwerke), Unternehmen mit langer Produktionsdauer (Bauwesen) oder hoher Fertigungstiefe (Maschinenbau). Die Betriebsstörung wird durch Unterbrechungen des Produktionsprozesses und entstehende Schäden zur Betriebsunterbrechung. Eine Betriebsunterbrechung ist der „ungeplante, zufällige und vorübergehende Rückgang der Leistung oder des Wirkungsgrades von betrieblichen Faktoren - bezogen jeweils auf die Soll-Leistung oder den Soll-Wirkungsgrad im Hinblick auf die Unternehmenszielsetzung - der dazu führt, dass der Prozess der betrieblichen Leistungserstellung und/oder –verwertung beeinträchtigt wird, die dazu bestimmt gewesen wären, nicht abbaufähige Kosten und Gewinn zu decken“. Das Risiko einer Betriebsunterbrechung ist aus Sicht der Betriebswirtschaftslehre als die möglichen negativen Auswirkungen einer Betriebsstörung auf den betrieblichen Prozess der Leistungserstellung und/oder –verwertung zu beschreiben, dessen Tragweite sich in Erlösminderungen und Kostensteigerungen widerspiegelt.

## Rechtsfragen
Betriebsstörungen spielen rechtlich insbesondere bei der Schadenstragung und im Arbeitsrecht eine Rolle.

### Zivilrecht
Eine bewusste Störung betrieblicher Abläufe, zum Beispiel durch eine nicht nur kurzfristige Blockade des Einsatzes von Baumaschinen durch eine Demonstration, kann eine Verletzung des Recht am eingerichteten und ausgeübten Gewerbebetrieb sein und zum Schadensersatz verpflichten (§ 823 Abs. 1 BGB).

### Arbeitsrecht
Der Arbeitgeber trägt grundsätzlich das Risiko eines Arbeitsausfalls aufgrund einer Betriebsstörung (Betriebsrisikolehre). Kann der Arbeitnehmer aufgrund einer Betriebsstörungen nicht arbeiten, kann er dennoch gemäß § 615 BGB die vereinbarte Vergütung verlangen, ohne zur Nachleistung der Arbeit verpflichtet zu sein. Diese Risikoverteilung kann abbedungen werden, allerdings nicht durch einen Formulararbeitsvertrag.

### Spezialgesetze
Die Eisenbahn-Bau- und Betriebsordnung (EBO) verbietet in § 64 EBO die Bereitung von Fahrthindernissen oder die Vornahme anderer betriebsstörender oder betriebsgefährdender Handlungen. Zwei Spezialgesetze sprechen als Idealfall vom „bestimmungsgemäßen Betrieb“. § 2 Nr. 3 Störfall-Verordnung versteht unter einem Störfall die Störung des bestimmungsgemäßen Betriebs, bei der ein oder mehrere gefährliche Stoffe beteiligt sind. Ein bestimmungsgemäßer Betrieb liegt nach § 6 Umwelthaftungsgesetz (UmweltHG) vor, wenn die besonderen Betriebspflichten eingehalten worden sind und auch keine Störung des Betriebs vorliegt.

## Verhinderung von Betriebsstörungen
Betriebsstörungen führen meist zu zusätzlichen Kosten (Fehlerkosten, Reparatur, Schadensersatz für Kunden) und/oder Erlösminderungen durch entgangene Geschäfte und damit zu Gewinneinbußen. Deshalb liegt der Schwerpunkt auf der Vermeidung von Betriebsstörungen durch das Störungsmanagement im Rahmen der Prävention. Zu diesem Zweck sind vorhandene Schwachstellen durch Schwachstellenanalysen aufzudecken und zu beseitigen. Eine geeignete Ablaufplanung sorgt für reibungslose Arbeitsabläufe. Das Arbeitsschutzmanagement kann den Arbeitsschutz verbessern, Personal kann durch In-House-Schulung im Rahmen der Personalentwicklung auf die Erkennung von Risiken sensibilisiert werden. Technische Kontrollen und regelmäßige Wartungen können Störfälle verhindern und zur Wiederherstellung oder Aufrechterhaltung der Betriebssicherheit sorgen. Das betriebliche Kontinuitätsmanagement sorgt seinerseits dafür, dass störungsbedingte Betriebsunterbrechungen möglichst vermieden werden. Vor dem Risiko von Betriebsunterbrechungen schützen Betriebsunterbrechungsversicherungen.